# Elevación con catenaria de acero
Una elevación con catenaria de acero (en inglés, "steel catenary riser" o SCR) es una sección de tubería especial diseñada para conectar un oleoducto submarino a una plataforma de producción de petróleo fija o flotante en aguas profundas. Se utilizan para transferir fluidos como petróleo, gas o agua de inyección entre las plataformas y las conducciones por tubería.

## Descripción
En la industria de extracción de petróleo mar adentro, la palabra catenaria se usa como adjetivo o sustantivo con un significado más amplio que su acepción histórica en matemáticas. Una tubería de acero que presenta una rigidez a la flexión considerable se describe como una catenaria. Esto se debe a que cuando se trata de grandes profundidades oceánicas, la rigidez a la flexión de una tubería tiene poco efecto sobre la forma del tramo de conexión suspendido, controlada principalmente por el peso, la flotabilidad y las fuerzas hidrodinámicas debidas a las corrientes y el oleaje, y se aproxima bastante bien mediante la ecuación de una catenaria adaptada. De manera aproximada, a pesar de usarse tuberías rígidas de acero convencionales, la forma del tramo de elevación también puede aproximarse con el uso de las ecuaciones ideales de una catenaria, cuando es aceptable alguna pérdida adicional de precisión. Estas ecuaciones se han utilizado históricamente para describir la forma de una cadena suspendida entre dos puntos en el espacio. Una catenaria ideal, por definición, presenta una rigidez a la flexión nula y sus eslabones son infinitesimalmente cortos.
Los tramos de elevación de catenaria de acero fueron inventados por el Dr. Carl G. Langner, quien describió un tramo de conexión equipado con una junta flexible utilizada para absorber las deflexiones angulares de la zona unida con la plataforma, desplazadas por las corrientes y las olas, y es habitual utilizar tramos de tubería largos (de miles de pies,   cientos de metros) sin soporte. Están involucrados en una dinámica compleja, afectada por factores hidrodinámicos, incluidos la vibración inducida por vórtices, y la física de las interacciones de las tuberías con el lecho marino, que exigen una gran resistencia a los materiales utilizados para construir la tubería. El Dr. Langner había llevado a cabo años de trabajo analítico y de diseño antes de que se presentara una solicitud para su patente estadounidense. Ese trabajo comenzó antes de 1969 y se reflejó en los documentos internos de Shell, que son confidenciales, pero se emitió una patente sobre un diseño temprano. Estos efectos se controlan predominantemente con el uso de dispositivos conectados a la tubería, como por ejemplo, los dispositivos de supresión de vibraciones a base de terminaciones superficiales helicoidales o carenadas que reducen considerablemente la amplitud de las vibraciones. El desarrollo de programas de ingeniería de predicción de vibraciones, como por ejemplo el programa SHEAR7, es un proceso continuo que se originó en la cooperación entre MIT y Shell Exploration & Production. en paralelo al desarrollo del concepto SCR, teniendo en cuenta el desarrollo SCR.
El tubo rígido de la conexión forma una catenaria entre su punto de suspensión en la plataforma flotante o rígida y el fondo del mar. Un tramo de tubería que cuelga libremente asume una forma más o menos similar a la letra 'J'. Una catenaria de un elevador de acero de ondas lentas consta de al menos tres segmentos. La parte superior y los segmentos del fondo marino de la catenaria tienen un peso sumergido negativo y sus curvaturas se "abultan" hacia el fondo marino. El segmento medio tiene un material flotante adherido en toda su longitud, de modo que el conjunto de la tubería de acero y la flotabilidad son positivamente flotantes. En consecuencia, la curvatura del segmento flotante se "abulta" hacia arriba (catenaria invertida), y su forma también se puede aproximar bien con las mismas ecuaciones de las catenarias rígidas o ideales. Los segmentos con flotación positiva y negativa son tangentes entre sí en los puntos donde se unen. La forma de general de la catenaria para olas estacionarias presenta puntos de inflexión en esas ubicaciones. Estos sistemas se instalaron por primera vez en una torre de perforación anclada en alta mar en Brasil (BC-10, Shell) en 2009, a pesar de que los elevadores flexibles de configuración de "onda lenta" se habían utilizado ampliamente durante varias décadas antes.
Su aplicación más profunda se encuentra actualmente en la plataforma marina (Shell) conectada a la torre de los Stones, que está amarrada a una profundidad de agua de 9500 pies (2895,6 m) en el Golfo de México. La torreta Stones FPSO cuenta con una boya desconectable, de modo que la embarcación con la tripulación puede desconectarse de la boya que soporta los tramos de conexión y trasladarse a un refugio adecuado antes de la llegada de un huracán.
La tubería de conexión y un segmento corto de tubería que se encuentra en el lecho marino utilizan tubería 'dinámica', es decir, tubería de acero que tiene un espesor de pared ligeramente mayor que el espesor de pared de la tubería normal, para soportar la flexión dinámica y la fatiga asociada en la zona de toma de contacto. Más allá de eso, generalmente se extiende mediante una tubería rígida, pero también es factible el uso de una tubería flexible.
Los tubos de los tramos de elevación son típicamente de 8 a 12 pulgadas (20,3 a 30,5 cm) de diámetro y operan a una presión de convertir 2000 a 5000 libras por pulgada cuadrada (1407,1 a 3517,7 mca). Diseños más allá de estos rangos de tamaños de tubería y presiones operativas también son factibles.
Los tramos de conexión colgantes fueron utilizados por primera vez por Shell en la Auger (TLP) en 1994, anclada en una zona oceánica de 872 m de profundidad. Demostrar a Shell que el concepto era técnicamente sólido para su uso en este tipo de plataformas fue un logro importante de Carl G. Langner.
La nueva técnica supuso un salto tecnológico. La aceptación del concepto por toda la industria de extracción de hidrocarburos mar adentro se produjo con relativa rapidez, y desde entonces se han empleado de manera fiable en campos de petróleo y gas por todo el mundo desde su primera instalación en Auger.